# 林舜道
林舜道（？—？），字允中，福建福州府閩縣軍籍，懷安縣人，明朝政治人物。

## 生平
嘉靖三十一年（1552年）壬子科福建鄉試第六十六名舉人。嘉靖三十八年（1559年）中式己未科會試第八十名，三甲第九十三名進士。初授浙江仁和县知县，历刑部郎中，出知南安府，清操甚励。南安当江、广之衝，车骑络绎，一切供帐多所裁省，郡舍萧然，惟一箧贮敝衣数袭，一仆备役使而已。隆庆五年正月秩满，升四川副使，万历元年七月升贵州左参政，七年六月复除广西右参政。舜道自筮仕不以片刺通铨曹，故迁转皆在荒服，卒于官，僚属赙赠，始就敛，贫不能葬，闽督学王世懋同年生也，为买地营窀穸焉。

## 家族
曾祖林珠；祖父林聰；父林永新，母陳氏。严侍下。